# Sorridi, piccola Anna dai capelli rossi
Sorridi, piccola Anna dai capelli rossi (Before Green Gables) è un romanzo della scrittrice canadese Budge Wilson pubblicato nel 2008.
Il romanzo è un prequel di Anna dai capelli rossi, scritto con il consenso degli eredi di Lucy Maud Montgomery, autrice originale della saga, e pubblicato da Puffin, una divisione di Penguin Books nell'ambito delle celebrazioni per il centenario dalla pubblicazione del primo romanzo su Anna Shirley.

## Trama
Il romanzo racconta la storia della piccola Anna Shirley, dell'amore che vi era fra i due genitori Bertha e Walter, della loro grave malattia e della loro morte. Vengono evidenziate le emozioni e tutto il mondo interiore di Anna e le relazioni tra lei e le persone che la circondano. Il romanzo termina con il viaggio in treno di Anna verso "Green Gables", dove vivrà gli anni più belli dell'infanzia e dell'adolescenza.

## Edizioni
- - Sorridi, piccola Anna dai capelli rossi, Kappa Edizioni, Bologna 2010, ISBN 978-88-7471-323-3
- - Before Green Gables, Viking Canada (AHC), ISBN 978-0-670-06721-3
- - Before Green Gables, Putnam Pub Group, ISBN 978-0-399-15468-3
- - Before Green Gables, Penguin Books, ISBN 978-0-14-138412-2
- - こんにちは アン (Kon'nichiwa Anne), Shinchosha, ISBN 978-4-10-211339-4
- - Droga do Zielonego Wzgórza (Way to Green Gables), Wydawnictwo Literackie, ISBN 978-83-08-04308-0 / ISBN 978-83-08-04311-0

## Adattamenti televisivi
Il romanzo dopo solamente un anno dalla sua pubblicazione, vantava già due trasposizioni televisive:
- Anne of Green Gables: A New Beginning, serie TV canadese prodotta nel 2008 dalla Sullivan Entertainment, regia di Kevin Sullivan
- Sorridi, piccola Anna, serie animata giapponese prodotta nel 2009 dalla Nippon Animation, regia di Katsuyoshi Yatabe